# 霞山区
霞山区（かざんく）は中華人民共和国広東省湛江市に位置する市轄区。

## 歴史
唐代に遂渓県の管轄に置かれ「海頭汛」と称されていた。1899年、フランスにより広州湾が租借されると霞山地区に公使総署が設置され、同時に「西営」と改称された。
1958年に霞山と改称された。

## 行政区画
下部に12街道を管轄する
- 解放街道、愛国街道、工農街道、友誼街道、新興街道、海浜街道、建設街道、東新街道、新園街道、海頭街道、泉荘街道、楽華街道